# Romina Castro
Romina Castro es una actriz y cantante mexicana.

## Carrera
Comenzó su carrera como actriz en la cadena Televisa, en telenovelas como Los años perdidos (1987), posteriormente actuó en otras telenovelas como  Victoria (1987), Al filo de la muerte (1991), Vida robada (1991), De frente al sol (1992),  Capricho (1993) y  Marisol (1996), posteriormente se cambió a la televisora  Tv Azteca donde actuó en telenovelas como Romántica obsesión (1999) y Lo que es el amor (2001). 
Participó en películas como Hay para todas (1992) y Embrujo de rock (1995). En series de televisión actuó en Y sin embargo... se mueve y Mujer, casos de la vida real. En teatro actuó en Madre solo hay una y Tercia de reinas. 

### Vida personal
- Su padre fue el fallecido cantante Jorge Castro.
- Su mamá se llama Nuria.
- Tiene 4 hermanos: Fabrizio, Monserrat, Christian y Jorge.
- Sus tíos son los cantantes: Arturo, Gualberto, Javier y Benito Castro.
- Su prima es la actriz Daniela Castro.

## Filmografía

### Telenovelas
- La mujer de Judas (2012).... Dra. Carmen Vázquez
- Lo que es el amor (2001-2002) .... Clarita
- Romántica obsesión (1999) .... Eva
- Marisol (1996) .... Mimí Candela de Suárez
- Capricho (1993) .... Teresa “Tita” Nieto
- De frente al sol (1992) .... Tina
- Vida robada (1991-1992) .... Anaísa
- Al filo de la muerte (1991)
- Victoria (1987-1988) .... Cristina de la Peña
- Los años perdidos (1987)

### Películas
- Embrujo de rock (1995)
- Hay para todas (1992)

### Series de televisión
- Mujer, casos de la vida real (1 episodio: La fe mueve montañas, 1995)
- Y sin embargo... se mueve (1994)

### Teatro
- Tercia de reinas (2006)
- Madre sólo hay una (1996)

- Datos: Q9070550